# Dhuligada
Dhuligada (nep. धुलिगाड) – gaun wikas samiti w zachodniej części Nepalu w strefie Mahakali w dystrykcie Darchula. Według nepalskiego spisu powszechnego z 2001 roku liczył on 634 gospodarstw domowych i 3732 mieszkańców (1918 kobiet i 1814 mężczyzn).